# Jan Szymański (patinage de vitesse)
Pour les articles homonymes, voir Szymański.
Jan Marek Szymański, né le 2 mars 1989, est un patineur de vitesse polonais.

## Palmarès

### Jeux olympiques d'hiver
| Épreuve / Édition   | 500 mètres | 1 000 mètres | 1 500 mètres | 5 000 mètres | 10 000 mètres | Mass start | Poursuite par équipes               |
| JO 2014 Sotchi      | —          | —            | 15e          | 13e          | —             | —          | Médaille de bronze, Jeux olympiques |
| JO 2018 Pyeongchang | —          | —            | 16e          | —            | —             | —          | —                                   |

Légende :
- : première place, médaille d'or
- : deuxième place, médaille d'argent
- : troisième place, médaille de bronze
- : pas d'épreuve
- — : Non disputée par le patineur
- DSQ : disqualifiée

### Championnats du monde
- 2013 à Sotchi
  -  Médaille de bronze en poursuite par équipes.

### Universiade
- 2013 à Trente (Italie):
  -  Médaille d'or en 1500 m.
  -  Médaille d'or en 5000 m.
  -  Médaille d'argent en 1000 m.

### Records personnels
- 500 m : 36 s 35 (Hamar, 11.01.14)
- 1 000 m : 1 min 09 s 92 (Calgary, 02.11.13)
- 1 500 m : 1 min 44 s 58 (Calgary, 08.11.13)
- 3 000 m : 3 min 46 s 62 (Inzell, 05.10.13)
- 5 000 m : 6 min 21 s 55 (Calgary, 10.11.13)
- 10 000 m : 13 min 27 s 49 (Astana, 02.12.12)